# Paradisaea
Paradisaea es un género de aves paseriformes de la familia Paradisaeidae. Son endémicas de Nueva Guinea y algunas islas cercanas. Todas las especies del género presentan un colorido plumaje y un marcado dimorfismo sexual.

## Especies
Se reconocen las 7 siguientes especies:
- Paradisaea apoda
- Paradisaea decora
- Paradisaea guilielmi
- Paradisaea minor
- Paradisaea raggiana
- Paradisaea rubra
- Paradisaea rudolphi

## Galería

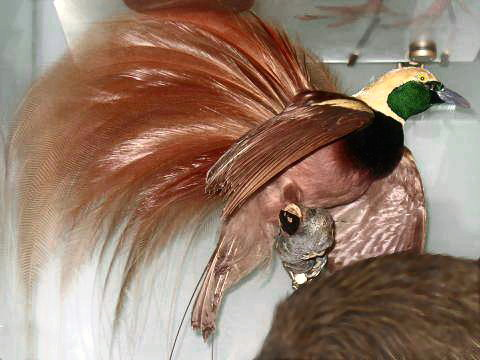
Paradisaea raggiana
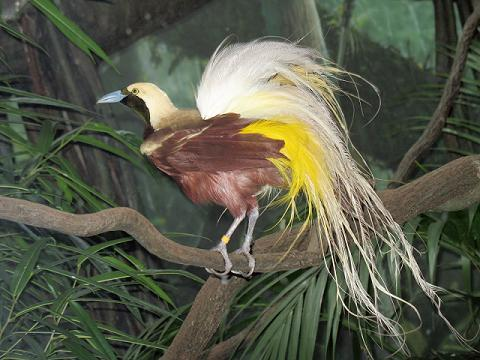
Paradisaea minor
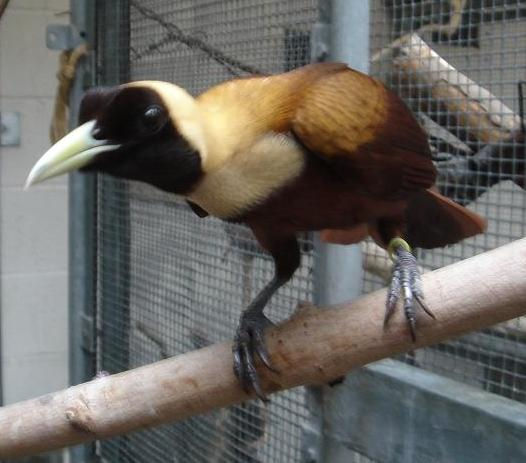
Paradisaea rubra